# Aratu
Aratu é um termo utilizado para se referir a diversos caranguejos da família Sesarmidae mas costuma remeter mais especificamente ao Aratus pisonii, de carapaça quadrada e acinzentada, capaz de subir com habilidade nas árvores do mangue, onde se alimenta e se acasala. Tal espécie também é conhecida pelos nomes de aratu-da-pedra, aratu-marinheiro, aratupeba, aratupinima, carapinha e marinheiro. Outra espécie muito conhecida é o aratu-vermelho.

## Etimologia
O termo "aratu" provém do tupi ara'tu, que em português significa «barulho da queda» ou «o tombo de cima», e designa várias espécies de caranguejos, sobretudo o Goniopsis cruentata e o Aratus pisonii, os quais costumam subir nas árvores de manguezais. Já os termos aratupeba e aratupinima significam respectivamente "aratu achatado"e "aratu ruim".
- Aratu pode ser entendida também como uma denominação genérica dos pequenos caranguejos semi-terrestres achatados do mangue;[4]
- A palavra aratu ainda diz respeito a uma categoria especificadora de cultura material traduzida em uma tradição ceramista na Bahia, que trata do supultamento, na forma dos enterramentos e nos seus acompanhamentos, entendendo que a materialização do mundo simbólico se traduz no enterramento de um indivíduo.[5]

## Distribuição e habitat
O Aratu habita os manguezais e áreas adjacentes das zonas tropicais e subtropicais das Américas, tanto na sua face atlântica quanto pacífica. As espécies das duas costas mostram discretas diferenças, especialmente na morfologia das larvas, alguns autores sugerem que se trate de duas espécies diferentes. Na costa atlântica é encontrado desde o sul da do estado americano da Flórida até o estado de Santa Catarina, sul do Brasil. Também pode ser encontrado na área dos manguezais em Paulista, estado de Pernambuco. 
Na costa pacífica, ocorre desde o México até o Peru. Alguns relatos questionáveis de coletas na costa do Chile. É um caranguejo praticamente terrestre, habitando áreas marginais adjacentes a estuários, sendo mais comuns nas suas margens. São encontrados desde o supralitoral à copa das árvores manglares. Arbóreo, são numerosos em troncos e raízes das arvores do mangue, além de fendas nas rochas e solo. Eurihalinos, podem ser encontrados também mais longe do litoral, junto a rios costeiros.

## Pesca ao aratu
A pesca do aratu sempre foi uma atividade feminina: as mulheres da comunidade iam para o mangue pela manhã e cantavam canções tradicionais para atraírem os crustáceos para uma armadilha (uma vara com um fio) e colocá-los em latas. As mulheres retornavam para o povoado pela tarde para preparar o aratu e dividir com a família. 
Com a chegada da eletricidade nas comunidades pequenas, a situação mudou: as mulheres limpam e separam a carne do aratu (catado) recém-pescado e conservam a carne em congelador para a venda aos intermediários, que compram o produto por um preço irrisório e o revendem para os restaurantes das áreas mais turísticas do estado, a um preço muito maior.